# 王業立
王業立（1959年8月22日 - ）は、台湾の政治学者。台湾大学政治学部教授であり台湾の選挙研究の権威とされる。台湾台中で生まれ育ち、国立台湾大学政治学部を卒業後、アメリカのテキサス大学オースティンキャンパスで政治学博士号を取得した。2009年から2013年にかけて、国立台湾大学政治学部学部長に就任。かつては東海大学政治学部副教授、澄社の委員、中国政治学会及び台湾政治学会会長、監事等の要職を歴任している。主に台湾の選挙制度や地方政治を研究するとともに、大学1年生の必修の政治学必修基礎課程も担当する。「比較選挙制度」（2016年、第7版）は、台湾の選挙制度を研究する上で必読書とされている。2020年3月5日に妻からの腎臓移植を受けたことをFacebookで報告した際には、わずか数時間で数千のお見舞いが殺到し、主要メディアでも報道された。長男王宏恩も政治学者であり、現在はネバダ大学ラスベガス校の助教授。

## 学歴
- テキサス大学オースティン校政治科学博士（1984-1989）
- 国立台湾大学政治学部国際関係学科（1977-1981）

## 経歴
- 国立台湾大学政治学部長（2009.08-2013.07）
- 東海大学政治学部長（1998.08-2004.07）
- 東海大学政治学部教授（1997.08-2008.07）
- 東海大学政治学部准教授（1989.08-1997.07）
- 東海大学課外活動組主任（1990.08-1992.07）
- 中国政治学会第23代会長（2006-2007）
- 台湾政治学会第7代会長（2012-2014）
- 総統選挙テレビ討論会の質問者
- 台中市政府市政顧問
- 国立政治大学選挙研究センター諮問委員
- 澄社委員
- 中央研究院政治学研究所設立処評価委員

## 研究分野
- 地方政治
- 選挙制度

## 著作
- 《政治學與臺灣政治》（2017，主編，蘇子喬、沈有忠、劉嘉薇、鄭任汶、王啟明と共著）
- 《比較選舉制度》（2016，現在は第七版）
- 《透視立法院－2003年澄社監督國會報告》(瞿海源、黃秀端、洪裕宏、林靜萍合と共著)
- 《解構國會－改造國會》(瞿海源、黃秀端、林繼文、顧忠華と共著)
- 《我國選舉制度的政治影響》

## 興味とエピソード
- プロ野球観戦、書店訪問、ナイトマーケット訪問、旅行、グルメ、流行歌、交遊、子供たちの成長を見守ること。
- 美食には目がなく、Facebookではグルメ情報や写真をよく共有する。
- 真面目な教えぶりで知られ、学生からの絶大なる支持を得ている[独自研究?]。
- Facebookの友達の数は長い期間上限の5,000人を超えていたため、2019年末にファンページ「業立粉窩窩」を開設。時事問題のシェア及び政治専門に基づく分析を共有している。